# Baltic Basketball League 2004-2005
La Baltic Basketball League 2004-2005 fu la 1ª edizione della Lega Baltica. La vittoria finale fu ad appannaggio dei lituani dello Žalgiris Kaunas sui conterranei del Lietuvos Rytas.

## Squadre partecipanti
| Lituania - Lietuvos rytas - Neptūnas Klaipėda - Sakalai Vilnius - Šiauliai - Žalgiris Kaunas | Lettonia - Barons Rīga - Valmiera - Ventspils | Estonia - Kalev/Cramo - Tartu Ülikooli |

## Regular season
|    | Squadre              | V  | P  | Pt |
| -- | -------------------- | -- | -- | -- |
| 1. | Žalgiris Kaunas      | 18 | 0  | 36 |
| 2. | Lietuvos Rytas       | 14 | 4  | 32 |
| 3. | BK Ventspils         | 12 | 6  | 30 |
| 4. | KK Šiauliai          | 9  | 9  | 27 |
| 5. | KK Neptūnas Klaipėda | 9  | 9  | 27 |
| 6. | KK Sakalai Vilnius   | 9  | 9  | 27 |
| 7. | Ehistooriist         | 8  | 10 | 26 |
| 8. | SK Valmiera          | 4  | 14 | 22 |
| 9. | BK Barons/LMT        | 4  | 14 | 22 |
| 10 | Tartu Rock           | 3  | 15 | 21 |

## Tabellone
|  | Semifinali | Semifinali      | Semifinali |                |    | Finale          | Finale | Finale |  |
|  |            |                 |            |                |    |                 |        |        |  |
|  | 1          | Žalgiris Kaunas | 89         |                |    |                 |        |        |  |
|  | 1          | Žalgiris Kaunas | 89         |                |    |                 |        |        |  |
|  | 4          | KK Šiauliai     | 61         |                |    |                 |        |        |  |
|  | 4          | KK Šiauliai     | 61         |                | 1  | Žalgiris Kaunas | 64     |        |  |
|  |            |                 |            |                | 1  | Žalgiris Kaunas | 64     |        |  |
|  |            |                 | 2          | Lietuvos Rytas | 60 |                 |        |        |  |
|  | 3          | BK Ventspils    | 2          | Lietuvos Rytas | 60 | 75              |        |        |  |
|  | 3          | BK Ventspils    |            |                |    |                 |        |        |  |
|  | 2          | Lietuvos Rytas  | 86         |                |    |                 |        |        |  |

| Lega Baltica 2005         |
| ------------------------- |
| Žalgiris Kaunas 1º titolo |

## Squadra vincitrice
| N° | Naz.                   | Ruolo | Sportivo                 |  | Alt. |  |
| -- | ---------------------- | ----- | ------------------------ |  | ---- |  |
| 4  | Lituania (bandiera)    | P     | Vidas Ginevičius         |  | 194  |  |
| 5  | Stati Uniti (bandiera) | P     | Robert Pack              |  | 188  |  |
| 6  | Stati Uniti (bandiera) | C     | Tanoka Beard             |  | 205  |  |
| 7  | Lituania (bandiera)    | C     | Darjuš Lavrinovič        |  | 212  |  |
| 8  | Lettonia (bandiera)    | G     | Ainārs Bagatskis         |  | 198  |  |
| 9  | Lituania (bandiera)    | AP    | Dainius Šalenga          |  | 197  |  |
| 10 | Lituania (bandiera)    | AP    | Mindaugas Timinskas      |  | 200  |  |
| 11 | Lituania (bandiera)    | C     | Arvydas Sabonis          |  | 221  |  |
| 13 | Lituania (bandiera)    | AP    | Paulius Jankūnas         |  | 204  |  |
| 15 | Lituania (bandiera)    | G     | Simonas Serapinas        |  | 198  |  |
| 20 | Lituania (bandiera)    | C     | Martynas Andriuškevičius |  | 218  |  |
| 23 | Lituania (bandiera)    | AG    | Vilmantas Dilys          |  | 205  |  |
|    | Lituania (bandiera)    | All.  | Antanas Sireika          |  |      |  |

## Premi e riconoscimenti
- BBL MVP:  Tanoka Beard,  Žalgiris Kaunas